# Arrondissement de Demmin
L'arrondissement de Demmin est un ancien arrondissement (Landkreis en allemand) de Mecklembourg-Poméranie-Occidentale (Allemagne).
Son chef-lieu était Demmin. Il fait partie, depuis le 4 septembre 2011, du nouvel arrondissement du Plateau des lacs mecklembourgeois.

## Villes, communes et communautés d'administration
(nombre d'habitants en 2006)
Communes autonomes (Amtsfreie Gemeinden)
1. Dargun, ville (4 995)
2. Demmin, ville de la Hanse (Hansestadt) * (12 633)

Cantons (Amt) et communes rattachées
* Sièges des cantons
| - 1. Amt Demmin-Land [Siège: Demmin] 1. Beggerow (630) 2. Borrentin (1 005) 3. Hohenbollentin (132) 4. Hohenmocker (608) 5. Kentzlin (249) 6. Kletzin (867) 7. Lindenberg (272) 8. Meesiger (305) 9. Nossendorf (857) 10. Sarow (867) 11. Schönfeld (443) 12. Siedenbrünzow (629) 13. Sommersdorf (276) 14. Utzedel (564) 15. Verchen (426) 16. Warrenzin (427) - 2. Amt Jarmen-Tutow (de) 1. Alt Tellin (494) 2. Bentzin (949) 3. Daberkow (408) 4. Jarmen, ville * (3 418) 5. Kruckow (709) 6. Tutow (1 372) 7. Völschow (548) | - 3. Amt Malchin am Kummerower See 1. Basedow (780) 2. Duckow (278) 3. Faulenrost (773) 4. Gielow (1 438) 5. Kummerow (688) 6. Malchin, ville * (7 866) 7. Neukalen, ville (2 140) 8. Remplin (830) - 4. Amt Peenetal/Loitz (de) 1. Düvier (557) 2. Görmin (1 009) 3. Loitz, ville * (4 524) 4. Sassen-Trantow (867) - 5. Amt Stavenhagen 1. Bredenfelde (194) 2. Briggow (373) 3. Grammentin (252) 4. Gülzow (491) 5. Ivenack (933) 6. Jürgenstorf (1 150) 7. Kittendorf (353) 8. Knorrendorf (684) 9. Mölln (575) 10. Ritzerow (486) 11. Rosenow (1 068) 12. Stavenhagen, ville * (6 295) 13. Zettemin (373) | - 6. Amt Treptower Tollensewinkel 1. Altenhagen (361) 2. Altentreptow, ville * (6 153) 3. Bartow (587) 4. Breesen (584) 5. Breest (181) 6. Burow (1 129) 7. Gnevkow (401) 8. Golchen (315) 9. Grapzow (453) 10. Grischow (291) 11. Groß Teetzleben (747) 12. Gültz (622) 13. Kriesow (369) 14. Pripsleben (288) 15. Röckwitz (323) 16. Siedenbollentin (671) 17. Tützpatz (623) 18. Werder (626) 19. Wildberg (630) 20. Wolde (705) |

### Administrateurs de l'arrondissement
- 1721–1743 Ernst Sigismund von Walsleben (de)
- 1743–1766 Peter von Glasenapp (de)
- 1766–1771 Dietrich Christoph Gustav von Maltzahn (de)
- 1772–1787 Peter von Glasenapp (de)
- 1788–1791 Ernst Peter von Podewils (de)
- 1791–1808 Heinrich Peter von Podewils (de)
- 1808–1810 Peter Heinrich von Podewils (de)
- 1812–1831 Carl Albrecht Helmuth von Maltzahn (de)
- 1831–0000 Karl von Maltzahn
- 1841–1841 Axel von Maltzahn (de)
- 1841–1851 Hermann von Heyden (de)
- 1851–1860 Alexander von François (de)
- 1860–1866 Robert Viktor von Puttkamer
- 1866–1873 Wilhelm von Heyden-Cadow
- 1873–1878 Adolf von Heyden
- 1878–1887 Wilhelm von Müffling genannt Weiß (de)
- 1883–1887 Adam Werner von Heyden (de)
- 1888–1912 Adolf von Heyden (de)
- 1913–1914 Gottfried von und zu Gilsa (de)
- 1914–1916 Ernst von Heyden (de) (vertretungsweise als Kriegs-Landrat)
- 1916–1945 Gottfried von und zu Gilsa
- 1945–1950 Gustav Schwantz (de) (SPD, SED)

- 1994–2000 Hans-Jürgen Beich (de) (CDU)
- 2000–2008 Frieder Jelen (de) (CDU)
- 2008–2011 Siegfried Konieczny (de) (Linke)